# Коморовский, Бронислав (политик)
Брони́слав Мари́я Коморо́вский (пол. Bronisław Maria Komorowski; род. 4 июня 1952, Оборники-Слёнске, Польская Республика) — польский политический и государственный деятель, президент Польши с 6 августа 2010 по 6 августа 2015 года.
Коморовский ранее занимал посты министра национальной обороны Польши, а затем маршала Сейма Польши с 5 ноября 2007 по 5 июля 2010 года. С 10 апреля по 5 июля 2010 года — исполняющий обязанности президента Польши после гибели Леха Качиньского в авиакатастрофе в Смоленске. Избран президентом на выборах 2010 года от партии «Гражданская платформа», вице-председателем которой являлся до вступления в должность президента.

## Детство и юность
Родился на юго-западе ПНР, в городе Оборники-Слёнске 4 июня 1952 года. Второй (из трёх) ребёнок и единственный сын графа Зигмунта Леона Коморовского (1925—1992; из рода Коморовских герба Корчак — профессора-африканиста, социолога, антрополога, дипломата и поэта) и Ядвиги (ур. Шальковской герба Шелига; род. 1921). Четвероюродный племянник графини Майи Коморовской, дальний родственник графини Анны Марии Коморовской (матери бельгийской королевы Матильды) и Тадеуша Бур-Коморовского.
С 1957 по 1959 годы вместе с семьёй проживал в Юзефуве, затем с 1959 по 1966 годы в Прушкуве, где окончил среднюю школу. Состоял в польской скаутской организации. В 1977 году окончил исторический факультет Варшавского университета. С 1977 по 1980 годы работал в редакции журнала Słowo Powszechne.

## Диссидентская деятельность
Участвовал в деятельности демократической оппозиции в ПНР, вместе с Антони Мациревичем издавал подпольный журнал Głos. 11 ноября 1979 года участвовал в демонстрации протеста, организованной «Движением в защиту прав человека и гражданина», за что был приговорён к месяцу тюремного заключения. С 1980 по 1981 годы работал в Центре социальных исследований профсоюза «Солидарность». 27 сентября 1981 года в числе прочих подписал декларацию об учреждении организации «Клубы Службы Независимости». Во время действия в ПНР военного положения некоторое время содержался под стражей. С 1981 по 1989 годы преподавал историю в семинарии при католическом санктуарии Непокалянув.

## Политическая деятельность в Третьей Республике
С 1989 по 1990 годы являлся главой аппарата Министра по вопросам сотрудничества с политическими организациями и ассоциациями Александра Халля. В 1990—1993 годах исполнял обязанности заместителя Министра национальной обороны в правительствах Тадеуша Мазовецкого, Яна Белецкого и Ханны Сухоцкой. В начале 1990-х годов участвовал в деятельности вначале Демократической унии, затем, после его объединения с «Либерально-демократическим конгрессом», христианско-демократической партии Уния Свободы. Занимал пост генерального секретаря в обеих организациях. Являясь кандидатом от партии Демократическая уния, избирался членом польского Сейма в 1991 и 1993 годах. В 1997 году вошёл в парламентскую группу «Koło Konserwatywno-Ludowe», возглавлявшуюся Яном Рокитой, позже соединившуюся с блоком «Избирательная акция Солидарности» под именем «Stronnictwo Konserwatywno-Ludowe».
Принимал участие в акции ложных обвинений, выдвинутых против польского министра обороны — доктора Ромуальда Шереметьева в 1992 году. Коморовский заявил тогда, что в случае, если суд оправдает Шереметьева, он покинет польскую политику. Вопреки тому что 8 ноября 2010 года суд признал Шереметьева невиновным, Коморовский до сих пор не подал в отставку.

## Деятельность в должности Маршала Сейма
5 ноября 2007 года на первом заседании Сейма VI созыва Бронислав Коморовский был избран абсолютным большинством 292 голосов Маршалом Сейма. Его соперник Кшиштоф Путра из партии Право и справедливость (PiS) получил 160 голосов. 8 июля 2010 года после избрания на пост президента Польши, отказался от поста маршала Сейма и сдал депутатский мандат.

## Деятельность в должности и. о. Президента Польши
10 апреля 2010 года Коморовский вступил в конституционные обязанности президента Польши в связи с гибелью в авиакатастрофе под Смоленском Леха Качиньского. В телевизионном обращении к нации Коморовский заявил, что объявляет в связи с авиационной катастрофой недельный национальный траур. Кроме того, после консультации с представителями фракций Сейма на 20 июня были назначены досрочные президентские выборы. Коморовский был выдвинут своей партией кандидатом в президенты за две недели до трагедии, 27 марта (тогда предполагалось, что выборы состоятся осенью).
Первоначально его шансы оценивались некоторыми аналитиками невысоко. Говоря о грядущих выборах, политический обозреватель газеты «Rzeczpospolita» Пётр Семка отметил, что «у Бронислава Коморовского — харизма табуретки. Симпатии людей сейчас на стороне брата экс-президента».
20 июня 2010 года, по итогам первого тура президентских выборов в Польше, Бронислав Коморовский занял первое место с 41,54 % и вышел во второй тур выборов вместе с братом погибшего президента Польши Ярославом Качиньским, занявшим второе место с 36,46 %. Второй тур президентских выборов прошёл в Польше 4 июля 2010 года. 5 июля 2010 года Государственная избирательная комиссия Польши сообщила, что обработала данные со всех избирательных участков. По результатам голосования во втором туре президентских выборов Бронислав Коморовский набрал 53 % голосов, в то время как его соперник — лидер партии Право и справедливость Ярослав Качиньский — 47 %. Временное исполнение обязанностей президента Коморовский прекратил 8 июля, покинув пост маршала Сейма; последующий месяц государство временно возглавлял новый глава нижней палаты парламента Гжегож Схетына.

## Президентство
6 августа 2010 года состоялась торжественная публичная присяга Коморовского, вступившего в должность президента.
6 августа 2015 года передал свои полномочия избранному президенту Анджею Дуде.

## Награды
- Орден Белого орла (2010 год)
- Большой крест ордена Возрождения Польши (2010 год)
- Орден Серафимов (Швеция, 2011 год)[7]
- Большая цепь ордена Инфанта дона Энрике (Португалия, 2012 год)[8]
- Кавалер Большого креста ордена Святого Олафа (Норвегия, 2012 год)
- Кавалер Большого креста на цепи ордена «За заслуги перед Итальянской Республикой» (Италия, 10 июня 2012 года)[9]
- Великий офицер ордена Святого Карла (Монако, 17 октября 2012 года)[10]
- Кавалер Большого креста ордена Почётного легиона (Франция), 16 ноября 2012 года)
- Орден Короля Томислава (Хорватия, 8 мая 2013 года)[11]
- Орден князя Ярослава Мудрого I ст. (Украина, 16 декабря 2014 года) — за выдающийся личный вклад в развитие украинско-польских межгосударственных отношений[12]
- Орден князя Ярослава Мудрого V ст. (Украина, 19 ноября 2008 года) — за весомый личный вклад в донесение до мирового сообщества правды о геноциде украинского народа во время Голодомора 1932—1933 годов, активное участие в проведении Международной акции чествования памяти жертв Голодомора 1932—1933 годов «Неугасимая свеча»[13]
- Отличие «Именное огнестрельное оружие» (Украина, 29 сентября 2010 года)[14]
- Кавалер Большого креста на цепи ордена Трёх звёзд (Латвия, 22 ноября 2012 года)[15]
- Цепь ордена Креста земли Марии (Эстония, 14 марта 2014 года)[16]
- Орден Республики (Молдова, 2014 год)[17]
- Орден «8 сентября» (Македония, 2013 год)[18]
- Кавалер Большого креста с цепью ордена Белой розы Финляндии (Финляндия, 2015 год)
- Орден Двойного белого креста 1 класса (Словакия, 20 мая 2014 года)[19]
- Почётный доктор Университета Витовта Великого (июнь 2015)[20]
- Почётный доктор Львовского национального университета имени Ивана Франко (2 июня 2015 года)[21][22]

## Семья
Женат на Анне Дембовской (род. 11 мая 1953) с 1977 года. У супругов пятеро детей:
- Зофия Александра (род. 1979),
- Тадеуш Ян (род. 1981),
- Мария Анна (род. 1983; по мужу — Маковская),
- Пётр Зыгмунд (род. 1986),
- Эльжбета Ядвига (род. 1989).